# Struma (navă)
Struma a fost o navă de pasageri care a părăsit portul Constanța la 12 decembrie 1941 având la bord 790 de pasageri de origine evreiască care căutau refugiu în mandatul britanic pentru Palestina, teritoriu aflat în acel moment sub control britanic. În urma refuzului autorităților britanice și turcești de a primi refugiații, Struma (aflat într-o foarte proastă stare tehnică) a fost izolat în carantină la Istanbul la data de 15 ianuarie 1942, apoi la data de 24 februarie 1942 a fost remorcat înapoi în Marea Neagră unde a fost torpilată și scufundată de către un submarin sovietic. Torpilarea sa a dus la pierderea vieților tuturor celor aflați la bord în acel moment, cu o singură excepție.

## Contextul plecării
În anii războiului, în România ca și în toate țările aliate ale Gemaniei hitleriste sau ocupate de ea, evreii, romii și antifasciștii erau prigoniți, iar existența lor era în permanență amenințată. În România însă, odată desființat Statul Național-Legionar care fusese instaurat în octombrie 1940, prigoana s-a atenuat, în mica parte și mulțumită prieteniei din tinerețe dintre dictatorul Ion Antonescu și președintele federației comunităților evreiești din România, Willy Filderman, dar în special politicii mareșalului cu privire la evrei și statutul lor. Mulțumită acestor circumstanțe, mareșalul Antonescu a tolerat ca forurile conducătoare ale unor municipalități (bunăoară primarul Cernăuților, Traian Popovici) sau ale unor organizații (de pildă Serviciul Maritim Român) să nu aplice politica de eliminare a evreilor, ci să-i ajute pe aceștia să emigreze, nu însă fără a-i deposeda de bunuri și bani. Astfel, mai multe nave cu evrei au plecat spre Palestina din porturile românești. Unele au pleacat cu permisiunea oficială a autorităților, altele mulțumită corupției acestora. Între 1938 și septembrie 1940, în timpul Dictaturii regale a lui Carol al II-lea, au plecat din porturile românești 25 de nave cu 17 000 de emigranți evrei din Germania, Austria, Polonia, cei mai mulți cu destinația Palestina. După ce Ion Antonescu a preluat puterea, între 1940 și 1944 au plecat din porturi românești spre Turcia alți 48 000 de evrei.

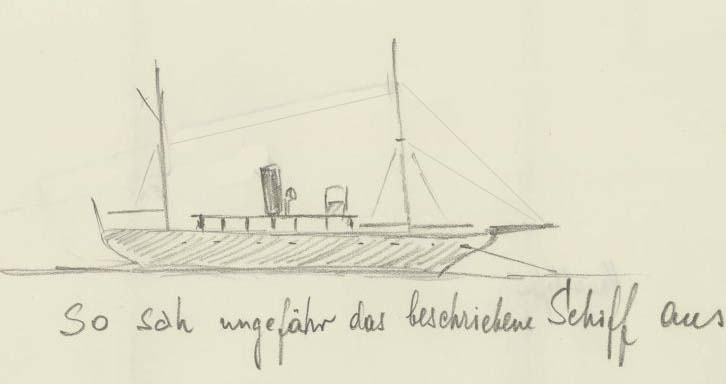
Desen al navei Struma, 1937

La miezul nopții de 6 spre 7 decembrie 1941 (în momentul când aviația japoneză ataca Pearl Harbor, fapt ce a dus la intrarea Statelor Unite în război) 769 de evrei, provenind mai ales din Moldova, Bucovina și Basarabia, au luat trenul de Constanța în Gara Obor din București. Organizatorul călătoriei era "Alyah", o societate sionistă cu sediul în Calea Moșilor nr. 78, condusă de Eugen Meissner, Samuel Leibovici Ariel, dr. Iacob Leberman, Lipa Haimovici și Emma Guttman-Bunescu. La gara Obor erau prezente autorități civile și polițienești. Trenul a pleacat cu aprobarea guvernului militar. În 8 decembrie 1941 pasagerii au ajuns la Constanța, unde s-au îmbarcat pe vasul Struma, o „epavă plutitoare” construită la Newcastle, în Anglia, în 1867, înmatriculată în Panama, și aparținând companiei grecești Singros, reprezentată în România de agenția maritimă Stefan D'Andreea & Jean Pandelis. Motorul de 300 CP nu era cel original, ci unul de ocazie luat de la un vas scufundat în Dunăre, mergând cu doar jumătate din putere și neputând furniza nici încălzire, nici lumină. Nava era atât de ruginită încât marinarii spuneau că „doar vopseaua mai desparte cala de apă”. Nava din fier, cu un tonaj de 642,36 tone, avea două catarge, o lungime de 46,40 m și o lărgime de numai 8,70 m, ceea ce provoca un ruliu important. Echipajul era alcătuit din cinci bulgari, doi evrei, un ungur, un polonez, o româncă (SG pp. 104). Comandantul era Grigor Timofeievici Garabetenko, cetățean bulgar din Varna, de origine ucraineană. În zilele următoare, Marea Britanie și Statele Unite au declarat război României, astfel că cei 769 de evrei au devenit, pentru aceste puteri, cetățeni ai unui stat dușman. Turcia în schimb era o țară neutră.
Fiecare pasager avea dreptul la 20 kg de bagaj plus un rucsac de lucruri personale, cu cel mult trei schimburi de lenjerie, trei perechi de încălțăminte, șase cămăși de zi și trei de noapte, două costume de haine, un palton și un pardesiu. Banii românești sau germani în numerar și bijuteriile erau interzise: un funcționar al Băncii Naționale asistă la vămuire. Miercuri 11 decembrie 1941 la ora 20,00, după trei zile de controale și verificări, toți pasagerii au fost, în sfârșit, îmbarcați. Ei au fost apoi coborâți din nou, pentru o ultimă verificare a documentelor. Apar și agenți germani care fotografiază pasagerii. Abia la ora 23 toată lumea era definitiv îmbarcată.
Pasagerii aparțineau păturii mijlocii și avute a comunității evreiești. Prețul scump a făcut o triere severă: cei mai mulți aveau studii superioare, fiind avocați, medici, economiști, negustori, ingineri, studenți, elevi. Erau multe familii, bunici, părinți, nepoți, copii. Două treimi dintre pasageri aveau între 18–45 de ani, o zecime au sub 15 ani iar altă zecime peste 60 de ani. La bord se găseau și doi prunci de 5 și 8 luni.

## Călătoria
Joi 12 decembrie 1941 ora 14.30, nava Struma, care putea să primească la bord cam 80–100 de pasageri, a pornit din dana 27 a portului Constanța cu 769 de pasageri care cântau Trăiască regele și Hatikvah. Odată plecați, ei pierdeau automat cetățenia română. Mulți plângeau privind depărtându-se pământul țării în care își trăiseră până atunci viața. Starea de spirit, în ciuda umilințelor suferite la îmbarcare, era bună. În câteva ore urmau să ajungă la Istanbul, iar apoi în Palestina: erau două drumuri de la Istanbul, fie pe calea ferată, fie pe mare, prin Mediterana. Nu aveau motive să fie îngrijorați: un alt vapor al companiei fraților Singros, Darien 2, cu 483 emigranți evrei, plecase din portul Constanța în februarie 1941 și ajunsese cu bine în Palestina.
O călătorie de la Constanța la Istanbul, 176 mile marine, dura în mod normal 14 ore. Cu motorul de ocazie, a durat 4 zile. În ciuda prețului exorbitant cerut pentru călătorie de compania Singros, condițiile de călătorie au fost mizerabile. Existau la bord doar 10 closete, o bucătărie, o spălătorie și o infirmerie de 8 paturi. Cabinele erau despărțite de pereți făcuți din stinghiile lăzilor de portocale. Undeva între Tuzla și Costinești, remorcherul însoțitor Istria s-a retras. O jumătate de oră mai târziu, motorul face pană. Mecanicii, ajutați de câțiva ingineri dintre pasageri, au încearcat în zadar să-l repare noaptea de joi spre vineri, și vineri toata ziua. Struma naviga în derivă și a eșuat pe un banc de nisip. În timp ce prin radio se trimit semnale SOS, o barcă este trimisă la țărm să ceară ajutor. Ajunsă acolo, după două ore de vâslit, este întâmpinată de grăniceri cu focuri de pușcă. Cei cinci vâslași se întorc la vapor. Din fericire, căpitănia portului Constanța, alertată de semnalele SOS, trimite remorcherul Istria înapoi. Acesta scoate vaporul din nisipuri, apoi îl trage înapoi în port pentru repararea motorului. Odată aceasta efectuată, Struma iese pentru a doua oară din port, însoțit tot de Istria până în dreptul localității bulgare Burgas.

## Carantina la Istanbul
După mai multe alte avarii ale motorului, Struma ancorează în sfârșit în micul port Büyükdere, la 3 mile marine nord de Bosfor, la 16 decembrie 1941. Numai nouă persoane sunt autorizate de autoritățile turcești să părăsească nava: opt pentru că aveau vize britanice luate la București înainte de ruperea relațiilor între România și Marea Britanie, și una, Medeea Solomonovici, fiindcă era gravidă, la termen pentru a naște. Ceilați opt norocoși erau două familii, Frenck și Segal, de câte trei persoane, soț, soție, copil, plus alte două persoane, Veniamin Teodor Brettschneder și Emanoil Chefner.
Struma este pusă apoi în carantină cu 770 pasageri la bord, doar trei persoane fiind autorizate să se urce pe vas (în afară de polițiștii turci): Rifat Karako, Simon Brod (doi evrei din Istanbul) și N. G. „Dan” Malioglu (șeful de escală al Serviciului maritim român la Istanbul) care la zece zile după ancorarea navei, au putut aduce apă, alimente și medicamente mulțumită celor 10 000 $ trimiși de evreii din America prin Moshe Shertok și Agenția evreiască internațională. Încep negocieri duse de Brod, Karako și Malioglu (de asemenea evreu), care încearcau să obțină vize de la turci, britanici, suedezi, sovietici și de la Crucea Roșie, însă în zadar. Guvernul de la Londra a interzis debarcarea pasagerilor în Palestina, aflată din 1922 sub mandatul său, încredințat de Societatea Națiunilor. Motivul oficial al acestui refuz era faptul că pasagerii navei erau de acum încolo "dușmani" ai Marii Britanii, dar, în realitate, din teama reacției arabilor, Anglia nu vrea să faciliteze instalarea evreilor în Palestina. Negocierile au prelungit șederea vasului Struma la Büyükdere, pasagerii așteaptând o soluționare a situației vreme de 9 săptămîni. Li se interzice să debarce, viața la bordul vasului, suprapopulat, înrăutățindu-se, iar hrana și apa devenind insuficiente în ciuda eforturilor făcute de Brod, Karako, Malioglu și de Crucea roșie. Căpitanul Garabetenko îi trimite guvernului turc o scrisoare alarmistă în care contestă motivele carantinei, cere debarcarea pasagerilor și eliberarea navei, amintind că aceasta este neutră.
O delegație a evreilor români din Palestina a venit la Istanbul și a obținut o audiență la președintele Turciei, Ismet Inönü. După această întrevedere, Brod, Karako, Malioglu și Shertok obțin de la britanici doar 28 de vize pentru copiii sub 17 ani, dar autoritățile turcești, nedorind să indispună Londra, refuză să ridice carantina. Autoritățile portuare ordonă în mai multe rânduri navei să se întoarcă în Marea Neagră. Din ordinul căpitanului Garabetenko, la rugămintea pasagerilor, motorul, oricum defect, este sabotat definitiv pentru a face imposibilă întoarcerea navei în România. Pasagerii întind pe laturile navei cearșafuri pe care scriu: „Suntem refugiați evrei, salvați-ne”. Poliția portuară înconjoară Struma, rupe cearșafurile agățate de pasageri, și amenință cu pușca pe cei tentați să se arunce în apă.

## Tragedia finală
În seara zilei de 23 februarie 1942, autoritățile turcești dau ordin ca vasul să fie întors înapoi cu forța în Marea Neagră. Un pluton de ostași turci s-a urcat la bord, a tăiat lanțul ancorei și a trecut o parâmă la prova. Pasagerii i-au rugat de ostașii care păzeau parâma de remorcaj, unii i-au și agresat, dar aceștia i-au amenințat cu armele și un remorcher a dus Struma în largul Bosforului, unde i-a recuperat pe soldați și a lăsat nava să plutească în derivă. Duminică, 24 februarie, ora 9:30, o explozie a pulverizat vasul, care s-a scufundat. Rezultatul a fost 769 morți și un singur supraviețuitor, un tânăr de 18 ani, David Stoliar din București, care a reușit să ajungă la mal în Turcia. Reținut câteva săptămâni de autoritățile turcești, investigat, el este până la urmă lăsat să plece în Palestina. Ulterior, el a trăit în Japonia și în Statele Unite.
În jurul acestei tragedii au apărut o mulțime de legende. În anii 1960, au apărut documente care atestă acțiunea unui submarin sovietic în zonă. Comuniștii au făcut tot ce era cu putință pentru a disculpa Uniunea Sovietică. S-a spus și scris că vasul s-a lovit de o mină. S-a spus și scris că nemții sau românii l-ar fi scufundat. Sunt versiuni care implică și marina turcă. Alte versiuni îi fac responsabili pentru tragedie chiar pe evrei. Diferite alte acuzații au apărut și la adresa autorităților românești. După 1991, arhivele se deschid și se află că era vorba de submarinul sovietic clasa „Știuca” submarinul SC-213, autoritățile militare sovietice fiind la curent de cererile de viză ale lui „Dan” Malioglu și de pavilionul panamez al navei.[A] Marina rusă și-a exprimat oficial „regrete” pentru această „eroare”. Unele versiuni afirmă că torpilarea ar fi avut loc la cererea englezilor. După naufragiu, Walter Guinness aprecia în fața Camerei Lorzilor că „Palestina este prea mică și supra-populată pentru a primi cele trei milioane de evrei pe care sioniștii vor să le aducă acolo”, iar înaltul-comisar britanic în Palestina, Harold MacMichael, a declarat „A fost tragic destinul acestor inși, dar nu poate fi tăgăduit faptul că erau cetățeni ai unui stat inamic al Marii Britanii și că veneau dintr-un teritoriu sub controlul dușmanilor”.
În decembrie 1999 s-a descoperit epava navei, după indicațiile lui David Stoliar, având coordonatele aproximative 41°23'N 29°13'E, la adâncimea de 90 m, la 5 km nord de țărmul Turciei. Epava a fost explorată și filmată de scafandrul turc Levent Yüksel.

## Imagini

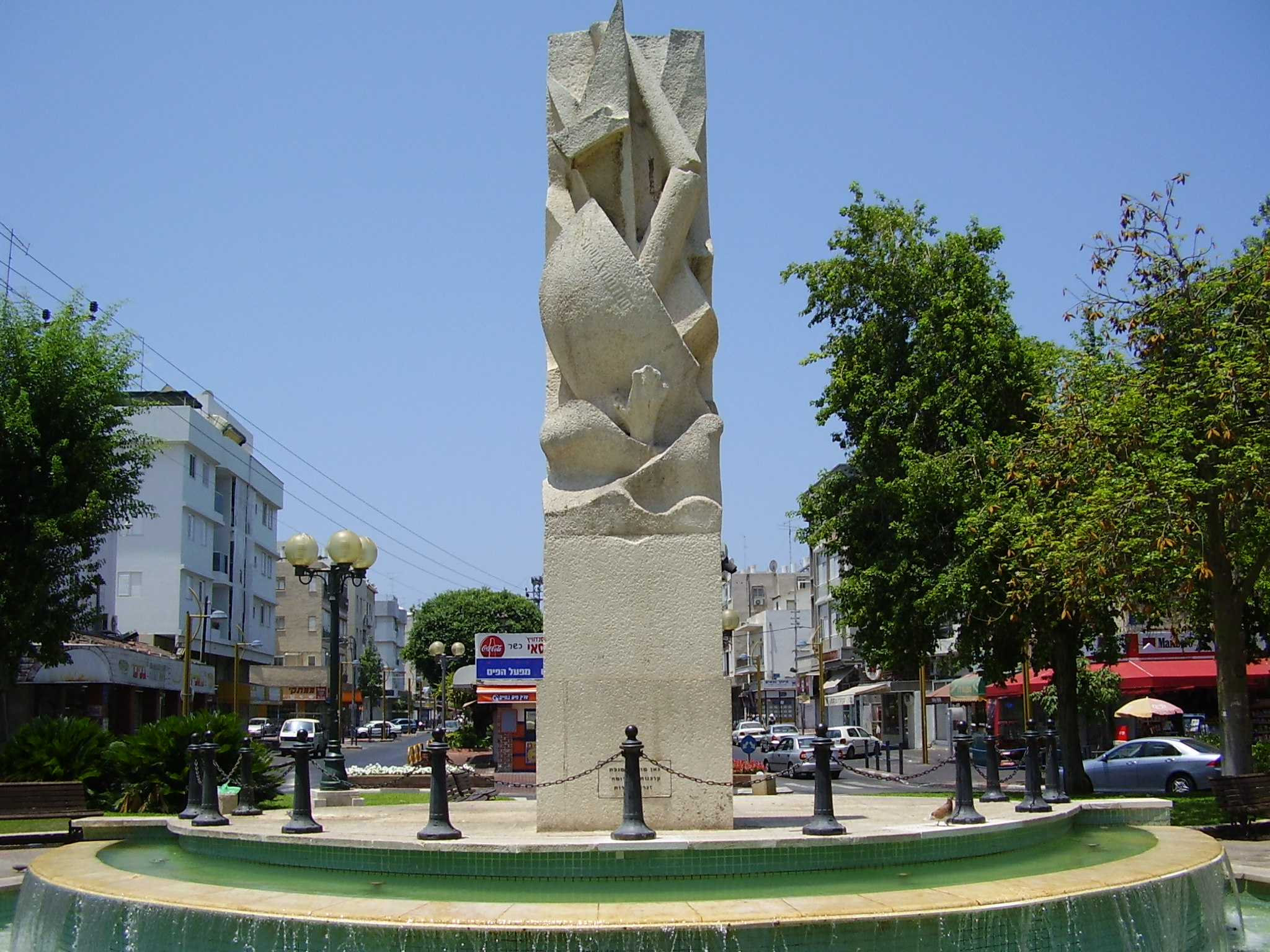
Memorialul victimelor de pe Struma din Holon, Israel.
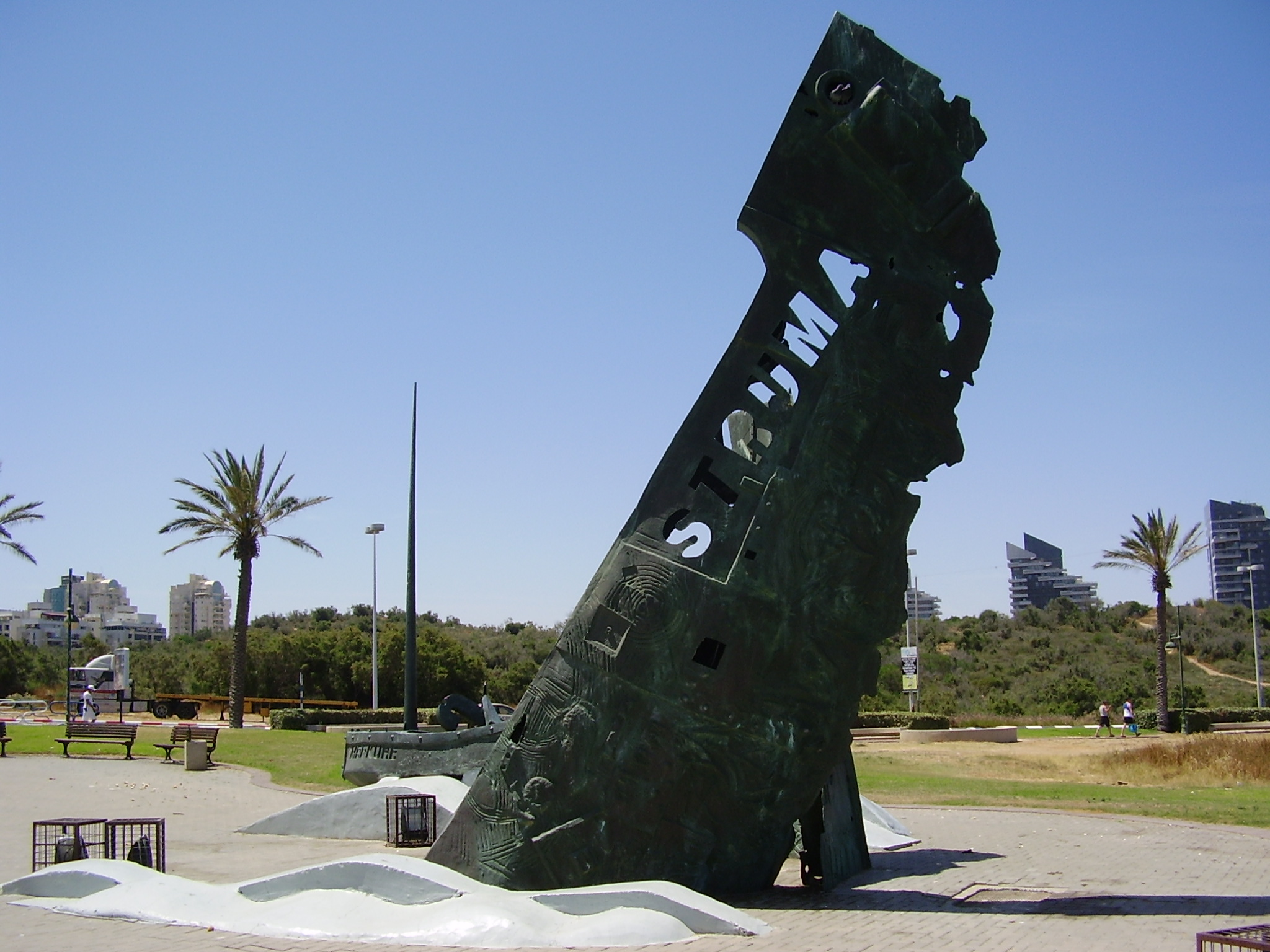
Memorialul victimelor de pe Struma din Așdod, Israel.